# Auguste-Joseph Desarnod
Pour son fils, voir Auguste Joseph Desarnod (fils).
Auguste-Joseph Desarnod ou Desarnot (en russe Август Осипович Дезарно), né en 1788, en France et mort le 15 avril 1840 à Saint-Pétersbourg), est un peintre d'origine  française, qui a passé l'essentiel de sa vie en Russie où il est mort. Il est parfois appelé « Desarnod l'Ancien », pour le distinguer de son fils, Desarnod le Jeune (1812-1850) qui porte le même nom et était aussi peintre.

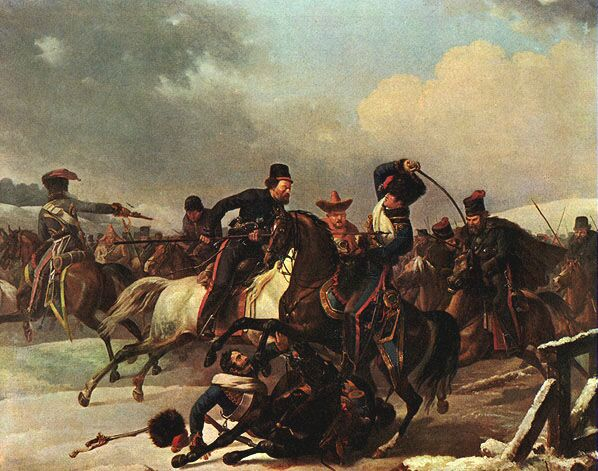
Auguste-Joseph Desarnod, Cosaques poursuivant des soldats français en retraite lors de la bataille de Krasnoï : le soldat renversé par son cheval au premier plan est Desarnod.

## Biographie
Auguste-Joseph Desarnod est formé à l'École des beaux-arts de Paris, où il est l'élève d'Antoine-Jean Gros. En 1812, il s'engage dans la Grande Armée de Napoléon comme officier dans le 10e régiment de hussards, et participe à la Campagne de Russie ; il est capturé par les cosaques lors de la bataille de Krasnoï en novembre 1812.
Il reste prisonnier jusqu'en 1814 ; après sa libération, il s'installe en Russie, en acquiert la nationalité, s'y marie et se consacre à la peinture.
En 1815, il présente à l'Académie impériale des Beaux-Arts plusieurs de ses tableaux où il met en scène la cavalerie russe ; l'un d'entre eux représentant un cavalier russe poursuivant un carabinier français le fait remarquer . Deux ans plus tard, en 1817, Desarnod présente d'autres tableaux pour obtenir le titre d'académicien, mais ses œuvres ne convainquent pas l'Académie. Il lui faut attendre 1827 pour recevoir ce titre d'académicien en présentant un tableau où il représente sa propre capture lors de la bataille de Krasnoï.
En 1829, il accompagne les troupes de Hans Karl von Diebitsch en Turquie pendant la guerre russo-turque de 1828-1829 et est décoré à son retour de l'ordre de Saint-Vladimir. Les dessins et esquisses qu'il a réalisés lors de cette campagne sont, avec l'aide de C. Sayger, bibliothécaire du tsar Nicolas Ier, édités à Paris chez Engelmann dans un album de 51 lithographies : Album d'un voyage en Turquie fait par ordre de Sa Majesté l'Empereur Nicolas Ier en 1829 et 1830 .
Durant toute sa carrière en Russie, il reçoit le patronage des empereurs Alexandre Ier et Nicolas Ier, ainsi que du grand-duc Michel Pavlovitch de Russie ; il peint de nombreux tableaux à sujets militaire ou représentant les uniformes portés par les divers régiments russes.
Son fils Auguste Joseph Desarnod dit « Desarnod Jeune » sera aussi un peintre et un photographe.
Il meurt à Saint-Pétersbourg le 15 avril 1840.

## Collection publiques
- Cosaques poursuivant des soldats français en retraite lors de la bataille de Krasnoï, Saint-Pétersbourg, Musée de l'Ermitage
- Bataille de Borodino (raid de la cavalerie russe, sous la direction du général Fiodor Petrovitch Ouvarov, derrière la première ligne des troupes de Napoléon Ier), Saint-Pétersbourg, Musée de l'Ermitage

## Galerie

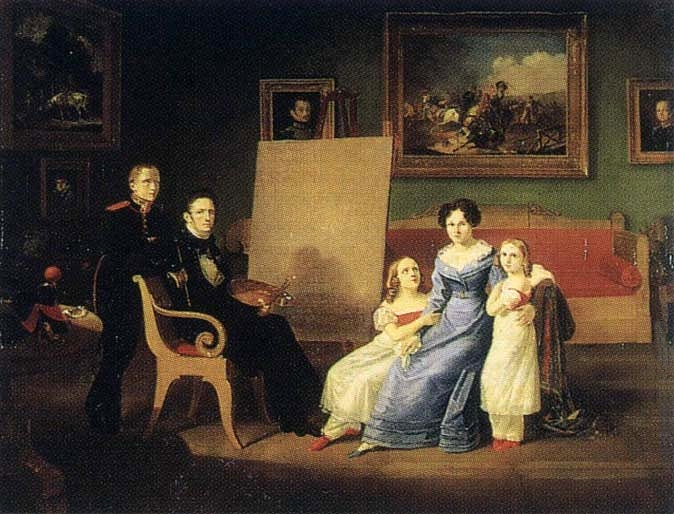
La famille de l'artiste
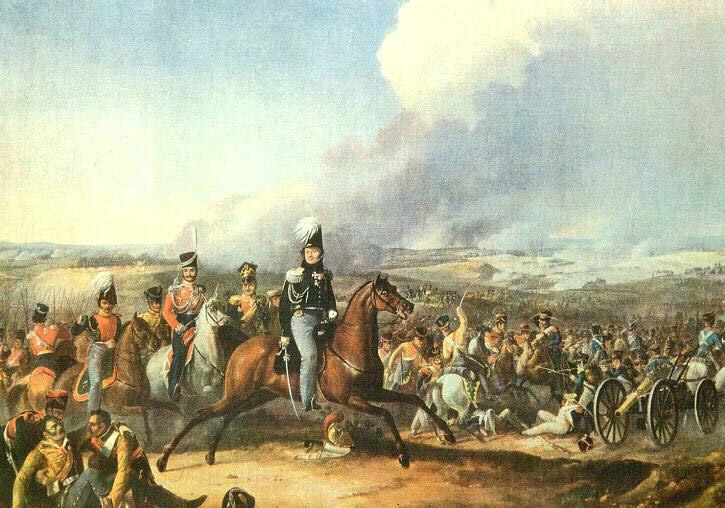
Bataille de Borodino
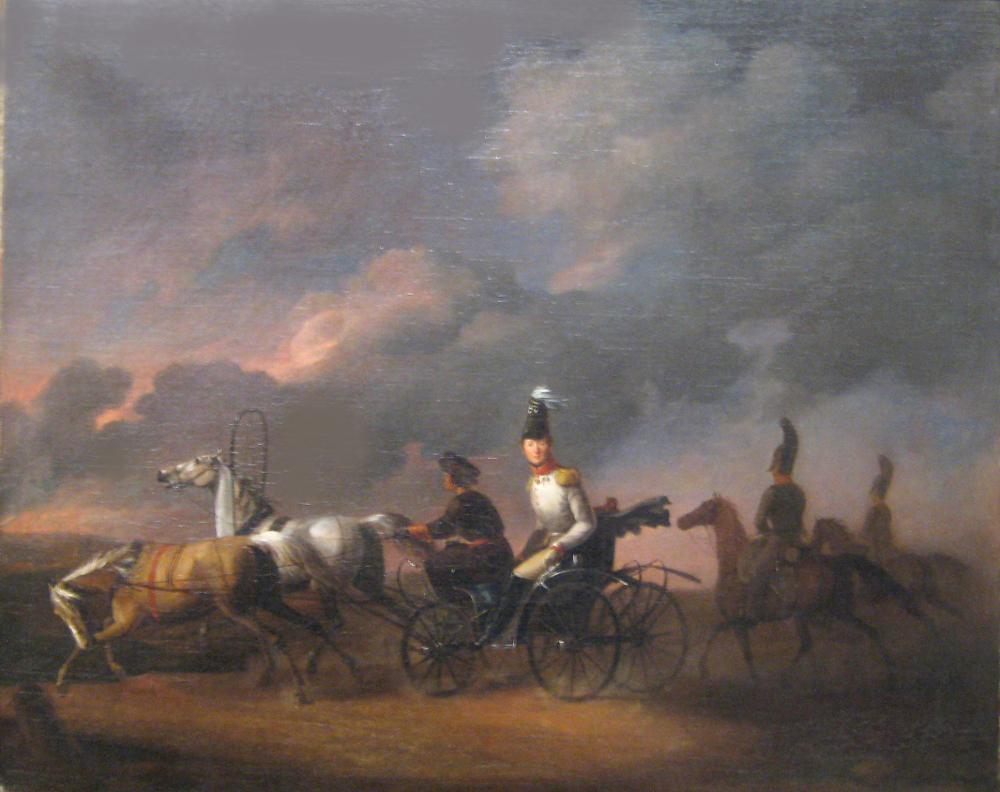
Un officier
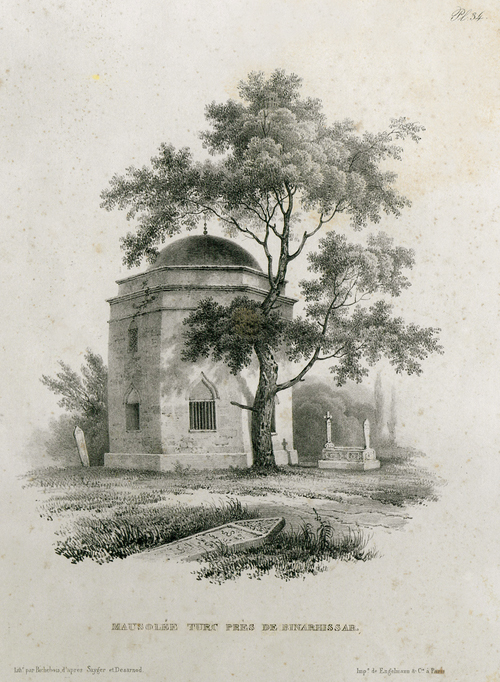
Mausolée turc près de Binarhissar, lithographie dans Album d'un voyage en Turquie
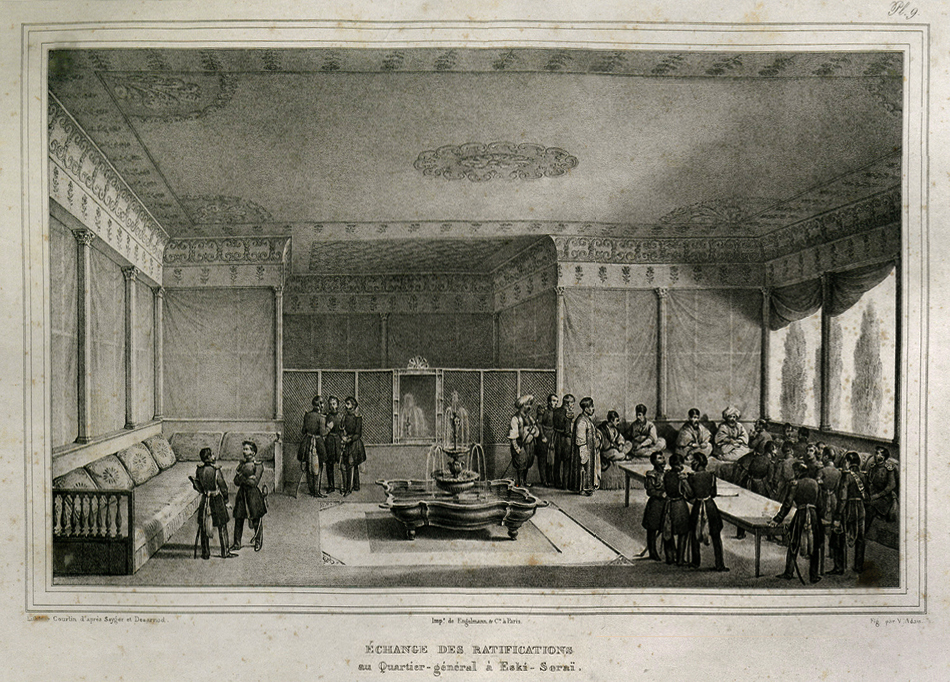
Échange des ratifications au Quartier-général à Eski-Seraï, lithographie dans Album d'un voyage en Turquie